# Truy Bác
Truy Bác (tiếng Trung: 淄博; bính âm: Zībó) là một địa cấp thị nằm ở trung tâm tỉnh Sơn Đông, Trung Quốc. Truy Bác giáp tỉnh lỵ Tế Nam về phía tây, Thái An về phía tây nam, Lâm Nghi về phía nam, Duy Phường về phía đông, Đông Dinh về phía đông bắc, và Tân Châu về phía bắc.

## Hành chính
Địa cấp thị Truy Bác quản lý 8 đơn vị cấp huyện, bao gồm 5 khu và 3 huyện.
- Trương Điếm khu (张店区)
- Truy Xuyên khu (淄川区)
- Bác Sơn khu (博山区)
- Lâm Truy khu (临淄区)
- Chu Thôn khu (周村区)
- Hoàn Đài huyện (桓台县)
- Cao Thanh huyện (高青县)
- Nghi Nguyên huyện (沂源县)